# Sacerdot
Sacerdot (Sacerdot; мн.ч.: sacerdots) или sacerdos publicus populi Romani Quiritium e държавен свещеник на бога Квирин в Древен Рим.
Титлата sacerdos publicus има право да носи само, който е pontifex maximus и flamen dialis.
Известни Curio Maximi (на Курията):
- 475 пр.н.е. – Сервий Сулпиций
- 225 пр.н.е. – Марк Емилий Пап
- 209 пр.н.е. – Гай Мамилий Витул
- 174 пр.н.е. – Гай Скрибоний Курион